# Le Cercle rouge (roman)
Pour l’article homonyme, voir Le Cercle rouge (homonymie).
Le Cercle rouge est un roman cinématographique adapté par Maurice Leblanc. Il est adapté du film américain à épisodes The Red Circle, dirigé par Sherwood MacDonald.
Il est paru d'abord en 82 feuilletons dans Le Journal, entre le 4 novembre 1916 et le 24 janvier 1917 ;  puis, dans la collection hebdomadaire « Les Romans-Cinémas », sous forme de 12 brochures aux éditions La Renaissance du Livre, du 22 février au 7 mai 1917 (BNF 38751179).
Il est édité, en un volume in-12, chez Lafitte, en 1922 (BNF 41660571).

## Annonce
Dans la publicité parue dans Le Journal, le 3 novembre 1916, la diffusion en parallèle de la série en film est annoncée ainsi :
« Le film du premier épisode du CERCLE ROUGE sera présenté dans les cinémas pendant une semaine, à partir du vendredi 10 novembre, par les soins de l'Agence générale cinématographique, 16, rue de la Grange-Batelière, à Paris. »
Cette annonce est reprise dans les affiches du 4 novembre 1916

## Épisodes
Les douze épisodes, qui constituent ce roman, sont :
1. Le Client du docteur Lamar
2. La Main d'une inconnue
3. Le Passé surgit
4. Le Manteau noir
5. Des voleurs mystérieux
6. Un autre cercle apparaît
7. Où l'on retrouve les bijoux
8. Chasse à l'homme
9. La Situation se tend
10. La Vengeance de San Smiling
11. La Dame au cercle rouge
12. Épilogue